# AFDX
AFDX (für  Avionics Full DupleX Switched Ethernet) ist eine mögliche Implementierung des ARINC-Standard 664. Dieser Standard beschreibt ein Computernetzwerk und das dazugehörige Protokoll zur Kommunikation zwischen Flugzeugsystemen (Avionik). Es basiert auf Ethernet und ergänzt dieses um eine Datenratenkontrolle (QoS) sowie eine deterministische Wegeführung.